# 阿部由羅
阿部 由羅（あべ ゆら、1990年11月1日 - ）は、日本のオセロ選手、囲碁選手、将棋選手、トライボーディアン選手、弁護士。

## 経歴
埼玉県さいたま市（旧大宮市）で育ち、開成中学・高校を経て東京大学文科一類に進学。
2013年東京大学法学部卒、2015年東京大学法科大学院修了。同法科大学院在学中の2014年に、司法試験に合格している。

## オセロプレイヤーとして
東京大学法学部在学中の2011年にオセロを開始、同年に日本オセロ連盟が主催するオセロ大会に初出場した。2013年の川越順位戦でオープン大会（「級位者限定」などとは異なり、出場資格に制限がない大会）で初優勝し、以降地方大会での優勝経験多数。
2021年7月、コロナ禍の中で開催された第41期オセロ名人戦で優勝。日本国内の三大メジャー大会を初めて制し、七段に昇段した。

### 昇級・昇段履歴
2011年　2級
2012年　二段
2013年　三段
2015年　四段
2021年　七段（第41期オセロ名人戦優勝により飛付昇段）

## トライボーディアンプレイヤーとして
オセロプレイヤーとしての活動をメインとしながらも、囲碁・将棋のアマチュアプレイヤーとしても活動している。
開成中学・高校在学中に囲碁を開始し、2008年には、第32回文部科学大臣杯全国高校囲碁選手権大会の団体戦に同高校の三将として出場、第3位に入賞した。
囲碁・将棋・オセロの3種目の総合力を競うトライボーディアン日本選手権（マイナビ主催・グロービス協賛）に第1回大会から連続出場しており、2019年に開催された第5回大会では、全18局（3種目・各6局）中14勝4敗の成績で優勝した。
2023年に開催された第5回トライボーディアン大会ONLINEにて、全18局（3種目・各6局）中13勝5敗の成績で優勝した。
囲碁の棋力はアマチュア六段程度、将棋の棋力はアマチュア三段程度。

## 弁護士として
2016年12月に弁護士登録、企業法務を取り扱う日本有数の大規模法律事務所である西村あさひ法律事務所へ入所。不動産・金融・一般企業法務などを主に担当した。
その後、外資系金融機関法務部を経て独立し、現在は個人で法律事務所を経営している。

## 主な成績

### オセロ
2021年　第41期名人戦　優勝

### 囲碁
2008年　第32回文部科学大臣杯全国高校囲碁選手権大会団体戦　第3位（三将）　

### トライボーディアン
2018年　第4回日本選手権　準優勝
2019年　第5回日本選手権　優勝
2023年　第5回トライボーディアン大会ONLINE　優勝